# O
La o (en mayúscula O, nombre o, plural oes) es la decimosexta letra del alfabeto español, decimosexta del alfabeto latino básico y la cuarta vocal.
Representa en español una vocal media y posterior.

## Historia
Aparece escrita como un círculo, de un solo trazo, en los textos latinos tardíos. En etrusco y en latín arcaico está escrita con dos trazos semicirculares. En el alfabeto griego hay dos oes: una breve, ómicron, y otra larga, omega. El signo fenicio ainero significa ojo.
| D4 |

| D4 |

Su forma gráfica se ha mantenido bastante constante desde la época fenicia hasta hoy. El nombre de la letra fenicia era ʿeyn , que significa "ojo", y su forma se origina simplemente como un dibujo de un ojo humano (posiblemente inspirado en el jeroglífico egipcio correspondiente , cf. escritura protosinaítica ). Su valor sonoro original era el de una consonante, probablemente ʕ, el sonido representado por la letra árabe cognada ع ʿayn .
El uso de esta letra fenicia para un sonido vocálico se debe a los alfabetos griegos primitivos , que adoptaron la letra " ómicron " para representar la vocal /o/ . La letra fue adoptada con el valor en los alfabetos itálicos antiguos , incluido el alfabeto latino primitivo . En griego, una variación de la forma llegó más tarde a diferenciar este sonido largo ( omega , que significa "O grande") de la o corta (ómicron, que significa "o pequeña"). El ómicron griego dio lugar a la letra cirílica correspondiente O. El uso de esta letra fenicia para un sonido vocálico se debe a los alfabetos griegos primitivos , que adoptaron la letra "ómicron " para representar la vocal /o/ . La letra fue adoptada con el valor en los alfabetos itálicos antiguos, incluido el alfabeto latino primitivo. En griego, una variación de la forma llegó más tarde a diferenciar este sonido largo ( omega , que significa "O grande") de la o corta (ómicron , que significa "o pequeña"). El ómicron griego dio lugar a la letra cirílica correspondiente O.

## Representaciones alternativas
En el alfabeto fonético aeronáutico se le asigna la palabra Óscar.
En el código Morse es:  ---  Oⓘ

Banderas de señales
Alfabeto semáforo
Lectura Braille
Alfabeto manual